# Asparagus aethiopicus
Asparagus aethiopicus (= A. sprengeri, A. "densiflorus"; esparreguera de Sprenger, una esparreguera de jardí o esparreguera falguera), és una planta del gènere Asparagus, nativa d'Àfrica del Sud. Sovint es fa servir com planta ornamental i planta d'interior, es considera també com planta invasora en molts llocs. Malgrat el nom popular d'espàrrec falguera no està relacionat amb les autèntiques falgueres, ja que l'esparreguera pertany a les plantes amb flors. A. aethiopicus ha estat confós amb A. densiflorus, però ara es consideren espècies diferents, per tant la informació sobre A. aethiopicus sovint es trobarà sota la denominació d’A. densiflorus.

## Nom i descripció
Aquesta espècie va ser descrita originàriament per Carl Linnaeus el 1770. Carl Ludwig Sprenger va fer popular aquesta planta a Europa. Un dels sinònims de A. aethiopicus és A. sprengeri.
Asparagus aethiopicus és una herbàcia perenne amb tiges cobertes per espines. Les fulles, com les de totes les esparregueres, són en realitat cladodis i fan de 0.8 a 2 cm de llarg i de 0.1 a 0.2 cm d'amplada, i surten en grups de 4 o més de les tiges. Floreix a la primavera amb flors de 0.3-0.5 cm de llargada que fan baies blanques i rodones de 0,5 cm de diàmetre, a l'estiu les quals es tornen vermelles a l'hivern. Aquestes baies són tòxiques.

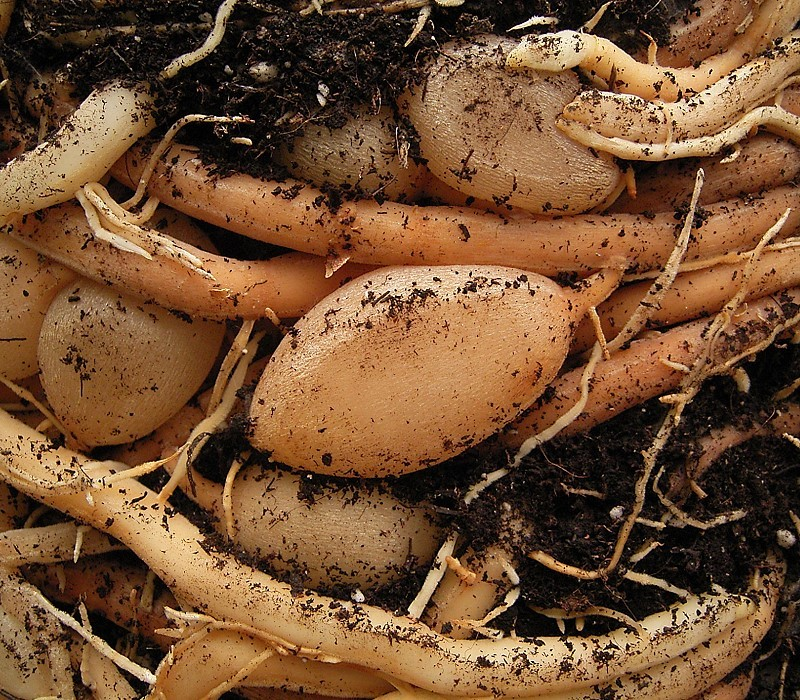
Arrels fibroses i tubercles carnosos